# Arnaldo de Pelagrue
Arnaldo de Pelagrue (en francés, Arnaud de Pellegrue; Château Lamothe (Gironda), ? - Aviñón, agosto de 1331) fue un cardenal francés, pariente, quizá sobrino, del papa Clemente V, el primer papa en Aviñón, por lo que se le considera un cardenal nepote.
Nació en Château Lamothe, antigua diócesis de Bazas en la "antigua y noble" casa de de la Mothe Pellegrue, familiar (y posiblemente sobrino) de Clemente V. Su primer nombre a veces aparece como "Arnaldo" en fuentes italianas, y su apellido varía como Pelagura, Pelaugrue, o Pelagrua también.
Fue elevado al cargo de cardenal diácono de S. Maria in Portico el 15 de diciembre de 1305. También fue archidiácono del capítulo catedralicio de Chartres, Francia, donde construyó dos capillas: una dedicada a san Jerónimo y la otra a san Cristóbal. En 1295, se convirtió en vicario general de Clemente V en Comminges, y más tarde en vicario general en Burdeos.
Como legado papal a Italia, Pelagrue estuvo ausente de Aviñón entre el 25 de enero de 1309 y el 10 de diciembre de 1310. Pelagrue lideró el ejército papal después de que Clemente V declarase la guerra a Venecia en 1309 sobre el disputado señorío de la estratégica ciudad de Ferrara, en la que Francesco d'Este y sus hermanos se oponían a la sucesión como signore de Ferrara de su gran sobrino-nieto Folco en 1308 y se volvieron a Padua y el papado en busca de apoyo. En mayo Pelagrue lideró el ejército papal de Asti a Parma, Piacenza, y Bolonia, aumentando sus fuerzas con masas locales conforme pasaba por estas poblaciones. Pelagrue se alió con los lombardos, Bolonia y Florencia (a quienes levantó el interdicto). Sus fuerzas sobrepasaban en número a los apoyos venecianos de Folco para cuando alcanzaron Ferrara en agosto; una vez allí, puso sitio a Castel Tedaldo y bloqueó la navegación por el río Po. Según las narraciones venecianas, las fuerzas capturadas fueron sometidas a diversas atrocidades, incluyendo cegarlos, cuando la fortaleza cayó en septiembre. Ferrara fue colocada bajo el gobierno papal directo, y en los posteriores desórdenes, Francesco murió asesinado en una escaramuza, el 23 de agosto de 1312.
En febrero de 1312 Arnaldo fue uno de los tres cardenales franceses y el cardenal italiano que trataron con Guillermo de Nogaret y otros agentes de Felipe IV de Francia en el Concilio de Vienne donde se iba a suprimir a los templarios.
Fue nombrado Cardenal protector de la Orden de los frailes menores (franciscanos) en 1313, y también gobernador de Bolonia y de Ferrara; los boloñeses pidieron a Pelagrue como protector en 1311. 
Como cardenal elector, participó en el cónclave de 1314-16 que eligió al papa Juan XXII. En el cónclave Pelagrue lideró la facción gascona, que constituía diez de los veintitrés cardenales presentes, siendo los diez criaturas de Clemente V, quienes eran apoyados por el sobrino de Clemente V, Bertrand de Got, vizconde de Lomagne y Raimond Guilhem de Budos. Murió en agosto de 1331 en Aviñón.